# Arepavirus
Genre
Espèces de rang inférieur
- espèce-type : Areca palm necrotic spindle-spot virus

Arepavirus est un genre de virus appartenant à la famille des Potyviridae, qui contient 2 espèces acceptées par l'ICTV. Ce sont des virus à ARN à simple brin de polarité positive (ARNmc), rattachés au groupe IV de la classification Baltimore.
Ces virus infectent exclusivement des plantes (phytovirus). Ils ont été isolés dans l'île de Hainan sur des espèces de palmiers du genre Areca,. 

## Structure
Comme chez tous les virus de la famille des Potyviridae, les particules sont des virions non-enveloppés, flexueux, filamenteux, à symétrie hélicoïdale, de 690 à 900 nm de long sur 11 à 20 nm de diamètre.
Le génome, monopartite (non segmenté), est un ARN linéaire à simple brin de sens positif, dont la taille est de 9437 nucléotides.

## Liste d'espèces
Selon NCBI (17 janvier 2021) :
- Areca palm necrotic ringspot virus (ANRSV)
- Areca palm necrotic spindle-spot virus (ANSSV)